# Geir Ludvig Fevang
Geir Ludvig Fevang (Sandefjord, 17 novembre 1980) è un allenatore di calcio ed ex calciatore norvegese, di ruolo centrocampista.

## Carriera

### Giocatore

#### Club
Fevang ha giocato nel Sandefjord, formazione con cui si è guadagnato la promozione nella 1. divisjon al termine del campionato 1999. Ha esordito in questa divisione il 3 maggio 2000, schierato titolare nella vittoria per 0-4 sul campo dello Skeid. Il 7 maggio successivo ha realizzato la prima rete, nella vittoria per 3-0 sull'Eik-Tønsberg. Nel 2002 e nel 2003, ha contribuito al raggiungimento delle qualificazioni all'Eliteserien, ma il Sandefjord non è riuscito a guadagnarsi la promozione nella massima divisione locale. È rimasto in forza al club fino al campionato 2005.
Nel 2006 è stato ingaggiato dallo Start, debuttando nell'Eliteserien il 9 aprile, nel pareggio a reti inviolate contro il Lyn. Il 16 maggio dello stesso anno è arrivata la prima rete nella massima divisione norvegese: ha segnato infatti il gol del momentaneo vantaggio dello Start sul Vålerenga, ma il club di Oslo si è imposto poi per 1-2. Il 27 luglio 2006 ha esordito nelle competizioni europee per club: è stato infatti schierato titolare nella vittoria per 3-0 sullo Skála, in una partita valida per la Coppa UEFA 2006-2007. Al termine del campionato 2007, lo Start è retrocesso nella 1. divisjon, ma nel 2008 ha guadagnato l'immediata promozione. Fevang è rimasto in forza al club per cinque stagioni.
Ad agosto 2010, è stato acquistato dal Lokeren, squadra belga. Ha esordito per il nuovo club il 12 settembre, giocando da titolare nel successo per 3-1 sul Westerlo. Il 7 maggio 2011 ha realizzato la prima rete con questa maglia, nel pareggio per 2-2 sul campo del Gent. Il 17 maggio ha realizzato la prima doppietta, nel successo per 3-4 in casa dell'Anderlecht. È rimasto in squadra fino al mese di marzo 2012, totalizzando complessivamente 33 presenze e reti. Ha contribuito anche alla vittoria finale della Coppa del Belgio 2011-2012, col successo sul Kortrijk.
Il 27 marzo 2012 è stato ufficializzato il suo trasferimento all'Haugesund, formazione a cui si è legato con un contratto triennale. Ha debuttato con questa maglia il 1º aprile, quando è subentrato a Nikola Đurđić nella vittoria casalinga per 2-0 contro il Molde. Il 28 aprile ha segnato la prima rete in squadra, nella vittoria per 0-2 sul campo del Viking. Rimasto in squadra per il triennio previsto, ha totalizzato 68 presenze e 14 reti, distribuite tra campionato e coppe.
Il 4 novembre 2014, il Sandefjord ha annunciato sul proprio sito internet di aver ingaggiato Geir Ludvig Fevang, con il giocatore che ha firmato un contratto valido a partire dal 1º gennaio 2015. L'8 novembre 2016 ha annunciato il proprio ritiro dall'attività agonistica con effetto immediato, entrando nello staff tecnico dell'allenatore Lars Bohinen.

#### Nazionale
Fevang ha giocato, tra il 1998 ed il 1999, 6 partite con le Nazionali giovanili del suo paese, segnando in un'occasione.

### Allenatore
A seguito dell'esonero di Magnus Powell, Fevang è diventato temporaneamente allenatore del Sandefjord in data 27 aprile. Ha ricoperto l'incarico fino al 31 maggio, quando Martí Cifuentes è stato scelto come nuovo allenatore.

## Statistiche

### Presenze e reti nei club
Statistiche aggiornate all'8 novembre 2016.
| Stagione          | Club              | Campionato        | Campionato | Campionato | Coppe nazionali | Coppe nazionali | Coppe nazionali | Coppe continentali | Coppe continentali | Coppe continentali | Supercoppe | Supercoppe | Supercoppe | Totale | Totale |
| Stagione          | Club              | Comp              | Pres       | Reti       | Comp            | Pres            | Reti            | Comp               | Pres               | Reti               | Comp       | Pres       | Reti       | Pres   | Reti   |
| ----------------- | ----------------- | ----------------- | ---------- | ---------- | --------------- | --------------- | --------------- | ------------------ | ------------------ | ------------------ | ---------- | ---------- | ---------- | ------ | ------ |
| 1999              | Sandefjord        | 2D                | 21         | 9          | CN              | ?               | ?               | -                  | -                  | -                  | -          | -          | -          | 21+    | 9+     |
| 2000              | Sandefjord        | 1D                | 24         | 4          | CN              | ?               | ?               | -                  | -                  | -                  | -          | -          | -          | 24+    | 4+     |
| 2001              | Sandefjord        | 1D                | 23         | 5          | CN              | ?               | ?               | -                  | -                  | -                  | -          | -          | -          | 23+    | 5+     |
| 2002              | Sandefjord        | 1D                | 26+2       | 5+0        | CN              | ?               | ?               | -                  | -                  | -                  | -          | -          | -          | 28+    | 5+     |
| 2003              | Sandefjord        | 1D                | 30+2       | 7+0        | CN              | 3               | 1               | -                  | -                  | -                  | -          | -          | -          | 35     | 8      |
| 2004              | Sandefjord        | 1D                | 27         | 8          | CN              | 4               | 0               | -                  | -                  | -                  | -          | -          | -          | 31     | 8      |
| 2005              | Sandefjord        | 1D                | 28         | 7          | CN              | ?               | ?               | -                  | -                  | -                  | -          | -          | -          | 28+    | 7+     |
| 2006              | Start             | ES                | 11         | 1          | CN              | 3               | 3               | CU                 | 5                  | 1                  | -          | -          | -          | 19     | 5      |
| 2007              | Start             | ES                | 7          | 1          | CN              | 1               | 0               | -                  | -                  | -                  | -          | -          | -          | 8      | 1      |
| 2008              | Start             | 1D                | 26         | 11         | CN              | 1+              | 1+              | -                  | -                  | -                  | -          | -          | -          | 27+    | 12+    |
| 2009              | Start             | ES                | 29         | 7          | CN              | 2               | 1               | -                  | -                  | -                  | -          | -          | -          | 31     | 8      |
| 2010              | Start             | ES                | 15         | 1          | CN              | 3               | 0               | -                  | -                  | -                  | -          | -          | -          | 18     | 1      |
| Totale Start      | Totale Start      | Totale Start      | 88         | 21         |                 | 10+             | 5+              |                    | 5                  | 1                  |            | -          | -          | 103+   | 27+    |
| gen.-giu. 2011    | Lokeren           | PL                | 12         | 3          | CB              | 2               | 0               | -                  | -                  | -                  | -          | -          | -          | 14     | 3      |
| 2011-mar. 2012    | Lokeren           | PL                | 16         | 0          | CB              | 3               | 0               | -                  | -                  | -                  | -          | -          | -          | 19     | 0      |
| Totale Lokeren    | Totale Lokeren    | Totale Lokeren    | 28         | 3          |                 | 5               | 0               |                    | -                  | -                  |            | -          | -          | 33     | 3      |
| 2012              | Haugesund         | ES                | 24         | 7          | CN              | 4               | 3               | -                  | -                  | -                  | -          | -          | -          | 28     | 10     |
| 2013              | Haugesund         | ES                | 8          | 0          | CN              | 1               | 0               | -                  | -                  | -                  | -          | -          | -          | 9      | 0      |
| 2014              | Haugesund         | ES                | 27         | 4          | CN              | 1               | 0               | UEL                | 3                  | 0                  | -          | -          | -          | 31     | 4      |
| Totale Haugesund  | Totale Haugesund  | Totale Haugesund  | 59         | 11         |                 | 6               | 3               |                    | 3                  | 0                  |            | -          | -          | 68     | 14     |
| 2015              | Sandefjord        | ES                | 26         | 2          | CN              | 2               | 0               | -                  | -                  | -                  | -          | -          | -          | 28     | 2      |
| 2016              | Sandefjord        | ES                | 20         | 1          | CN              | 4               | 2               | -                  | -                  | -                  | -          | -          | -          | 24     | 3      |
| Totale Sandefjord | Totale Sandefjord | Totale Sandefjord | 225+4      | 48+0       |                 | 13+             | 3+              |                    | -                  | -                  |            | -          | -          | 242+   | 51+    |
| Totale            | Totale            | Totale            | 400+4      | 83+0       |                 | 34+             | 11+             |                    | 8                  | 1                  |            | -          | -          | 446+   | 95+    |

## Palmarès

### Club

#### Competizioni nazionali
- Coppa del Belgio: 1

Lokeren: 2011-2012